# أنا وابن خالتي (فلم)
أنا وابن خالتي هو فيلمٌ مصري ٌبدأ عرضه في 4 يناير 2024. وقد عُرض الفيلم ضمن موسم أفلام رأس السنة، ومعهما فيلمان آخران يظهر فيهما بيومي فؤاد هما الإسكندراني، والحريفة.

## قصة الفيلم
رجل أعمال (سيد رجب) يعود من الخارج بعد غياب دام عدة سنوات. يلتقي مع إسماعيل (بيومي فؤاد)، وهو مالك لإحدى ورش الخراطة، وتحدث لهما مفارقات فكاهية.

## إنتاج الفيلم
ألّف الفيلم دعاء عبد الوهاب، وعمرو أبو زيد، وأخرجه أحمد صالح، والفيلم من بطولة النجوم سيد رجب، وبيومي فؤاد، وهنادي مهنا، وميمي جمال، وعلي لوكا، ولطفي لبيب، وسليمان عيد، وإسراء رخا، وإنعام سالوسة، وسارة عبد الرحمن، وآخرين.
يجمع الفيلم بيومي وفؤاد، وسيد رجب بعد نجاحهما الكبير في فيلم وقفة رجالة عام 2021.

## إيرادات الفيلم
حقق الفيلم في المملكة العربية السعودية إيرادات بلغت 2.8 مليون ريال سعودي (24 مليون جنيه مصري). أما في مصر فقد استمر عرض خمسة أسابيع، محققاً 2,167,000 جنيه مصري من الإيرادات.